# Ramicourt
Ramicourt è un comune francese di 175 abitanti situato nel dipartimento dell'Aisne della regione dell'Alta Francia.

## Storia

### La prima guerra mondiale
Dopo la battaglia delle Frontiere dal 7 al 24 agosto 1914, di fronte alle perdite subite, lo Stato maggiore francese decise la ritirata dal Belgio. Dal 28 agosto, i tedeschi occuparono il villaggio e proseguirono la loro rotta verso ovest. Da quel momento ebbe inizio l'occupazione tedesca che durerà fino al 1918. Durante tutto questo periodo Ramicourt restò lontano dai combattimenti, trovandosi il fronte a una quarantina di chilometri a ovest, verso Péronne. Il villaggio funse da base arretrata per l'esercito tedesco.
Decreti del Comando tedesco obbligavano la popolazione, a date fisse, sotto la responsabilità del sindaco e del consiglio comunale e sotto pena di sanzioni, a fornire grano, uova, latte, carne e verdure destinate a nutrire i soldati dell'esercito tedesco al fronte.
Tutte le persone valide dovevano effettuare lavori agricoli o di manutenzione.
Nel settembre 1918, l'offensiva degli Alleati sul fronte di Péronne portò i suoi frutti: i tedeschi cedettero terreno poco a poco. Il 2 ottobre, provenienti da Joncourt, le truppe inglesi e australiane entrarono in combattimento contro l'esercito tedesco. La popolazione era stata deportata qualche giorno prima per servire da ostaggio alle truppe tedesche durante la loro ritirata. Nel corso di questi combattimenti, i bombardamenti provocarono numerose distruzioni.
Dopo l'armistizio, a poco a poco, gli abitanti evacuati tornarono, ma la popolazione, che nel 1911 era di 303 abitanti, nel 1921 non superava i 196.
Date le sofferenze subite dalla popolazione durante i quattro anni di occupazione tedesca e i danni subiti dai fabbricati, al comune è stata conferita la Croce di guerra francese 1914-1918 il 17 ottobre 1920. I soldati australiani e britannici uccisi in questa battaglia riposano nel cimitero militare situato lungo la via per Levergies. Sul monumento ai caduti sono scritti i nomi dei dieci militari abitanti a Ramicourt morti per la Francia e di nove civili.

## Società

### Evoluzione demografica
Abitanti censiti